# 寝技
寝技（ねわざ）とは、柔道などの格闘技において寝た姿勢での攻防を行う技の意。立った姿勢で展開される立ち技と対比される。また、寝業の表記が用いられることもある。使用される格闘技では柔道、ブラジリアン柔術がその代表として挙げられる。レスリングやサンボなどでも使用されている。寝技の技術体系は、抑込技あるいは関節技、絞め技といった固技が中心であるが、その状態からの当身技、スイープ、パスガードも存在する。

## 日本における歴史的経緯など
もとより寝技の、少なくとも原型となった技術は、相手を組み敷くこと自体を目的とするのではなく、その技により相手の身体の自由を奪い、頸を掻いたり腹を刺したりするための手段であった。合戦において武者が脇差あるいは刺刀と呼ばれる小さな利器を帯びていたのは、それを以て薙刀や太刀と渡り合うためではなかった。
明治15年1882年に、嘉納治五郎が、当身技、固技、絞め技を中心とする天神真楊流柔術、投げ技を中心とする起倒流柔術の技から、東京下谷の永昌寺に講道館と柔道を創設した際には、警視庁の大会において、崩しの概念導入などにより立ち技でも優位だったが、他流の柔術流派の多くは立ち技での投げ技、関節技が中心であったため、寝技が大きな武器であった。しかし、一部の柔術流派は寝技を得意とし、講道館は苦戦を強いられた。そののち柔道の世界においてことに寝技を発達させたのは、いわゆる高専柔道である。戦前の旧学制時代に高等学校、専門学校、大学予科で発展したこのスタイルは、投げ技ではなく寝技を非常に重視していた。高専柔道は当初はそのような独特の体系ではなかった。全国大会において、ある学校が寝技中心の練習で臨み優秀な結果を納めたことをきっかけに、それを目標として、寝た姿勢での攻防技の、研鑽と研究が重ねてられていった。講道館側はこれを「やりすぎ」と考え、そこまで熱心には発達させなかったのである。柔道の寝技の大きな特徴は今日の総合格闘技で有用性が証明されているポジショニングの概念が含まれていることである。多くのスイープやパスガードの技法が開発されてきた。これはレスリングやサンボには見られない特徴である。他流の柔術流派にこの概念があったかは確認されていない。余談だが、ブラジリアン柔術は柔道のこの概念にマウントポジション、バックマウントポジションが特に優位である事などを加えてさらに改良したわけである。

### 年表
- 1888年、嘉納治五郎が柔道講義用ノートとして使用した『柔道雑記』に固技として、手固（指関節技・手首関節技・肘関節技）9種、足固（足関節技）3種、体固（抑込技）9種、首固（首関節技）9種、裸絞（絞技）11種。[1]（柔道）
- 1900年、手足の指や足取緘など足首への関節技が禁止される。（柔道）
- 1910年、足緘が編み出されるものちに禁止。（高専柔道）
- 1916年、胴絞、足緘を禁止。（柔道）
- 1921年、足の大逆（膝十字）が編み出されるものちに禁止。（高専柔道）
- 1922年、三角絞めが編み出される。（高専柔道）
- 1924年、寝姿勢から始めるのを禁止。（柔道）
- 1935年、フランスにおいて川石酒造之助が川石メソッドを使用して柔道の教授。そこでは固技として抑込技、絞技、肘の関節技以外に、手首関節技、足関節技、首関節技の採用。[2]（柔道）
- 1941年、絞技・関節技への技ありを廃止。引き込みを禁止。主審の主観で決めていた抑込一本の時間を30秒に統一[3]。（柔道）
- 1942年、大日本武徳会が改組される。1943年、新武徳会柔道試合審判規定。（一）等外者は肘関節、（二）有等者は肘関節、手首関節、足首関節、（三）称号受有者は脊柱関節を除く全関節、として等級称号によって制限はあるが、脊柱以外の全ての関節への攻撃が許される。[4]（柔道）
- 1945年、日本の敗戦に伴い武道禁止令。1946年、大日本武徳会解散。1950年、文部省からGHQに学校柔道復活に関する請願書の提出。戦時中に行われた関節技等の中で危険と思われる技術を除外する内容で学校柔道の復活の旨。
- 1950年、国際柔道協会（プロ柔道）発足。指、足首、手首、肩などへの関節技を認めるルールを採用。同年内に解散。（柔道）
- 1951年、関節技・絞め技において、「参った」がなくても気絶、骨折、脱臼があった時は一本に。見込み一本は廃止に。（柔道）
- 1966年、見込み一本は原則廃止のままだが、大会によっては関節技、絞め技で見込み一本がとれるように。（講道館柔道）
- 1980年、女子への見込み一本が認められるようになる。（講道館柔道）
- 1993年 - 国際規定で講道館規定に合わせる形で柔道衣を口で噛む行為が指導に[5]。
- 1995年、女子への見込み一本が国際規定に合わせる形で男子と同様原則廃止。（講道館柔道）
- 2001年までに関節技などで脱臼、骨折の場合は主審がまだ戦闘能力があると見なされれば一本はとらず試合続行となった[6]。（柔道国際規定）

## 寝技の特徴
高専柔道が寝技を志向した背景には、学生が短期間で成果を上げねばならないという背景があったほか、体格差の不利を解消しやすい、という特徴があった。
指導者によっては、寝技は立ち技の半分、あるいは3分の1の期間で一人前に仕上げることができるといい、また寝た姿勢で行われる攻防の展開においては、身長および体重の差が、立ち技ほどに顕在化しない。修業期間の短さが殊更に重要視されたのは、卒業するまでの間に強くする、ということ以前に、入学前には碌々運動をしていなかったような少年を鍛え上げるという必要があったからという指摘もある。
井上靖の作品に、柔道が作品世界の一つの柱となっている『北の海』があるが、これは井上自身が高専柔道の修行に没頭した学生時代の体験と、そのときの仲間たちの追憶がベースになっている。ここで彼は、練習すればしただけ上手くなるという意味のことを登場人物に語らせている。そして寝技の柔道とは、練習量がすべてを決する柔道でもあった。
なお、耳の柔らかくない人は寝技によって耳が相手の道着や畳などの床で擦れてしまい、毛細血管の内出血により餃子のような形に変形することがあり英語では「カリフラワーイヤー」という。このような状態は、レスリングやブラジリアン柔術にもしばし見られる。

## 寝技での打撃系技
寝技においても打撃系技がある。地面に寝転がることで相手から攻める箇所を少なくし、主に蹴りで相手のひざから下を攻める技である。アントニオ猪木がモハメド・アリ戦で見せたのが典型的といえる。
柔道の当身技においては、極の形の居取の技「横打」では肩固で制した受け(相手)に肘で水月（みぞおち）に当てる技となっており、「後取」では座した状態の投げで巻き込んだ受け(相手)に拳で釣鐘（股間の急所）に当てる技となっている。立合の「後取」では立った状態から投げ倒した受け(相手)に手刀で烏兎（眉間）に当てる技となっている。
また、柔道の精力善用国民体育の単独動作・第二類の当身技・腕当の拳当「下突」(「左右交互下突」「両手下突」「前下突」)は下方・倒れた相手への突き技を想定した動作を体育的に行う運動となっている。
柔道の当身技・足当の踵当「足踏」は倒れた相手への止めの踏みつけの技となっている。
空手の型にも寝て（倒されて？）から立っている相手を蹴る技があり、また倒れた相手に止めを刺す意味で突き、あるいは踏みつけを行う流派もある。日本拳法では抑え込んだ相手の頭部を膝蹴りすることで一本となる。
また、総合格闘技において、寝技における打撃は重要な技術の一つになっている。
マウントポジション（縦四方固め）やガードポジションからの頭部へのパンチ・鉄槌打ち（グラウンドパンチ）や肘打ち、寝ている相手の腿部へのローキック、がぶりやサイドポジションなどからの頭部への膝蹴り、蹴り上げ（ペダラーダ）、サッカーボールキック、ストンピングなど。

## 寝技の主な基本動作

### 腋締め
両腋を締めて腹ばいの状態から前に進む。腋を締めることで相手の逆襲を喰らわずきっちり抑え込む力を養うための鍛錬となる。

### エビ
仰向けの状態から体を左右にはねながら、畳を両足で交互に蹴り上げて頭の方向へ進む。仰向け状態の時に相手が自分の足の方向から攻めてきた時に、相手の攻撃をかわして逆に攻撃に転ずるための鍛錬となる。

### 逆エビ
仰向けの状態から体を左右に反らしながら、畳を両足で交互に蹴り上げて足の方向へ進む。相手に抑え込まれないように体を移動させたり、相手と密着状態になった時に隙間をつくるための鍛錬となる。

### 足回し
仰向けになって膝を曲げながら左右に足を回す。仰向け状態から相手の攻撃をかわすための鍛錬となる。

### 脚伸ばし
仰向けになって両足を交互に下から上に回す。仰向け状態から脚を伸ばして相手の反撃をかわして、逆に逆襲の機会を伺うための鍛錬のなる。

### ブリッジ
うつ伏せ、または仰向けの状態で頭部を畳につけながら首を上下に動かす。またはその状態から体を
回転させる。首の強化のための鍛錬となる。